# Josef Latsel
Josef Latsel (ur. 1903, zm. ?) – zbrodniarz hitlerowski, członek załogi niemieckiego obozu koncentracyjnego Mauthausen-Gusen i SS-Oberschütze.
Z zawodu murarz. Członek NSDAP i Waffen-SS (od 11 maja 1942). Od stycznia 1942 do 5 maja pracował jako murarz w kamieniołomach w podobozach KL Mauthausen – St. Georgen i Gusen. Składał raporty na więźniów, którzy jego zdaniem nie pracowali wystarczająco ciężko, co skutkowało kierowaniem ich do kompanii karnej i skazywaniem ich na inne okrutne kary.
Josef Latsel został skazany w procesie załogi Mauthausen-Gusen (US vs. Georg Bach i inni) na dożywocie. W wyniku rewizji wyroku karę zamieniono na 5 lat pozbawienia wolności.